# A Very English Scandal (phim truyền hình)
A Very English Scandal (tiếng Việt: Vụ bê bối lớn ở Anh) là một bộ phim truyền hình ba tập dựa trên thực tế của Anh hài kịch miniseries dựa trên John Preston's cuốn sách cùng tên. Sê-ri được công chiếu trên BBC One vào ngày 20 tháng 5 năm 2018 và trên Amazon Prime vào ngày 29 tháng 6 năm 2018. Nó là một tác phẩm kịch tính của 1976 19761979 vụ bê bối Jeremy Thorpe và hơn 15 năm các sự kiện dẫn đến nó.

## Nội dung
Năm 1965, Jeremy Thorpe, một Thành viên Nghị viện Đảng Tự do, phải đấu tranh với người yêu cũ bất mãn Norman Josiffe, người mà anh gặp vào năm 1961 và có mối quan hệ trong vài năm. Thorpe đã gặp Norman khi người sau đó là một cậu bé ổn định 21 tuổi ở Oxfordshire, và đã viết nhiều lá thư cho anh ta, mà Norman giữ. Norman, người không bao giờ có thể hoàn toàn giữ được một công việc, đặc biệt là sau khi mất thẻ bảo hiểm quốc gia, không ổn định và có xu hướng diễn kịch và tự thể hiện, cả hai đều ngày càng có vấn đề. Khi Thorpe mệt mỏi với Norman và khăng khăng rằng anh ta rời khỏi ngôi nhà mà anh ta sắp xếp và trả tiền ở London, chàng trai trẻ bắt đầu thực hiện các mối đe dọa.
Thorpe lo sợ tiếp xúc và kết thúc sự nghiệp chính trị của mình. Nghị sĩ tự do đồng nghiệp của ông, Peter Bessell, khiến Norman im lặng trong thời gian này với số tiền nhỏ. Norman cũng yêu cầu một thẻ Bảo hiểm Quốc gia mới từ Thorpe, nhưng yêu cầu của anh ta bị từ chối vì nó sẽ liên kết Thorpe với Norman.
Đến năm 1968, Thorpe đã được bầu làm Lãnh đạo của Đảng Tự do, và là người trẻ nhất lãnh đạo Đảng trong một thế kỷ. Anh kết hôn với Caroline Allpass ngây thơ và họ có một bé trai. Norman, mặt khác, đã trở nên bất ổn hơn. Bây giờ với cái tên Norman Scott, mặc dù anh ta rất hợp với ngựa và chó, anh ta không giữ được công việc hay mối quan hệ, uống quá nhiều và lạm dụng thuốc. Anh gọi cho Caroline và kể cho cô về chuyện tình lãng mạn trong quá khứ của anh với chồng. Cô sững sờ trước tiết lộ này.
Caroline qua đời vào năm 1970, sau khi tham gia giao thông. Thorpe thương tiếc cô đi qua. Bessell chuyển đến Hoa Kỳ để thoát khỏi những rắc rối tài chính của mình. Norman tiếp tục cố gắng để có được một thẻ bảo hiểm quốc gia mới và nghe câu chuyện của anh ta, nhưng không thành công. Thorpe xem xét việc giết anh ta, nhưng kế hoạch bị hoãn lại nhiều lần.
Năm 1973, Thorpe kết hôn với Marion Stein, nữ bá tước Harewood và tiếp tục leo lên nấc thang chính trị. Thật không may, Thorpe tình cờ gặp Norman, hoảng loạn và nói với David Holmes (một người bạn cũ của Oxford) để sắp xếp cho vụ giết người của Norman. Andrew Newton được thuê với giá 10.000 bảng. Anh ta cố gắng và thất bại một cách ngoạn mục, chỉ thành công trong việc giết con chó của Norman. Norman ngay lập tức báo cáo tội phạm cho cảnh sát và tin rằng nó đã được Thorpe ra lệnh.
Điều này dẫn đến năm 1976191979 vụ bê bối Jeremy Thorpe. Newton bị đưa ra xét xử và bị kết án vì cố làm hại đến Norman. Ngay sau đó, Norman yêu cầu từ cảnh sát hai lá thư từ Thorpe mà ông đã gửi cho họ vào những năm 1960. Thorpe quyết định tự mình xuất bản hai lá thư với phiên bản sự kiện của mình và từ chức Lãnh đạo Đảng Tự do vào tháng 5 năm 1976. Ông ra tranh cử lại Quốc hội, nhưng mất North Devon ngồi vào Anthony Speller của Đảng Bảo thủ.
Thorpe, Holmes và hai đồng phạm bị buộc tội khác bị đưa ra xét xử vì âm mưu giết người Norman. Thorpe thuê George Carmen, một luật sư tàn nhẫn, để bào chữa cho anh ta. Vào tháng 5 năm 1979, thử nghiệm được tiến hành và các phương tiện truyền thông báo cáo từng chi tiết. Norman làm chứng, giải thích rằng những gì anh ta chủ yếu muốn là thẻ Bảo hiểm Quốc gia và để câu chuyện của anh ta được thừa nhận. Chánh án Cantley rất thiên vị, và rất nhiều mặt với Thorpe trong các hướng dẫn của anh ta trước bồi thẩm đoàn, họ thấy Thorpe và đồng phạm của anh ta không có tội.
Các khoản tín dụng cuối cùng của miniseries lưu ý rằng Thorpe không bao giờ giữ một văn phòng công cộng nữa. Ông và Marion vẫn kết hôn cho đến khi cô qua đời vào tháng 3 năm 2014. Thorpe chết 9 tháng sau đó. Bessell ở lại Hoa Kỳ cho đến khi qua đời năm 1985. Norman vẫn còn sống, sở hữu 11 con chó và vẫn không có thẻ Bảo hiểm Quốc gia.

## Diễn viên
- Hugh Grant vai Jeremy Thorpe
- Ben Whishaw vai Norman Josiffe / Norman Scott
- Monica Dolan vai Marion Thorpe
- Alice Orr-Ewing vai Caroline Allpass
- Alex Jennings vai Peter Bessell
- Jonathan Hyde vai David Napley
- Eve Myles vai Gwen Parry-Jones
- David Bamber vai Arthur Gore, 8th Earl of Arran
- Jason Watkins vai Emlyn Hooson
- Naomi Battrick vai Diana Stainton
- Blake Harrison vai Andrew Newton
- Michelle Fox as Lyn
- Adrian Scarborough vai George Carman
- Patricia Hodge vai Ursula Thorpe
- Michele Dotrice vai Edna Friendship
- Michael Culkin vai Reggie Maudling
- Susan Wooldridge vai Fiona Gore, Countess of Arran
- Anthony O'Donnell vai Leo Abse

## Sản xuất

### Phát triển
Bộ truyện được viết bởi Russell T Davies và được đạo diễn bởi Stephen Frears, với Hugh Grant đóng vai chính là Thorpe và Ben Whishaw trong vai Scott. Bộ phim truyền hình BBC được công bố lần đầu tiên vào ngày 4 tháng 5 năm 2017.
Các miniseries bao gồm ba tập 56 phút.

### Quay phim
Việc quay phim diễn ra ở London, Manchester, Buckinghamshire, Devon, Hertfordshire, và South Wales. Mặc dù các cảnh được quay bên ngoài Tòa nhà Quốc hội, các tòa án bên trong, hành lang bên trong và cầu thang được đại diện bởi Tòa thị chính Manchester, được xây dựng theo phong cách Phục hưng Gô-tích giống như Cung điện của Westminster. Văn phòng của Thorpe và các nghị sĩ khác được tạo ra tại Công viên Bulstrode, một ngôi nhà nông thôn bỏ trống ở Buckinghamshire. Căn cứ của Bulstrode cũng được sử dụng cho cảnh cố gắng ám sát vào ban đêm được đặt trên Exmoor.
Thị trấn Hertford đã được sử dụng làm điểm tựa cho năm 1970 Barnstaple, trong khi Saunton Sands ở North Devon đứng ở bãi biển California nơi Peter Bessell (Alex Jennings) sống trong một căn lều bên bờ biển. Bridgend ở Nam Wales đại diện cho Dublin, trong khi thời kỳ Norman sống ở Wales được quay trong và xung quanh Monknash. Chương trình đã có thể quay tại sảnh và bên ngoài thực tế của Old Bailey ở London, nơi diễn ra các cảnh cao trào của chương trình. A Very English Scandal là sản phẩm đầu tiên từng được cấp phép quay phim tại Tòa án Old Bailey, nhưng họ đã phải từ chối vì hạn chế thời gian chặt chẽ, và cuối cùng đã quay cảnh tòa án tại một tòa án trong Kingston upon Thames.

### Phát hành
Sê-ri được công chiếu trên BBC One vào ngày 20 tháng 5 năm 2018 và trên Amazon Prime vào ngày 29 tháng 6 năm 2018. DVD được phát hành vào ngày 2 tháng 7 năm 2018.

## Tiếp nhận

### Phản ứng quan trọng
Các miniseries nhận được đánh giá rất tích cực. Trên Rotten Tomatoes, sê-ri giữ tỷ lệ phê duyệt 97% dựa trên 64 đánh giá, với xếp hạng trung bình là 9,05/10. Sự đồng thuận quan trọng của Rotten Tomatoes đọc, "Hugh Grant và Ben Whishaw gây ấn tượng trong A Very English Scandal, một cái nhìn hấp dẫn và kinh khủng không kém về chính trị và xã hội Anh." Metacritic gives the miniseries a weighted average rating of 84 out of 100, based on 17 critics, indicating "universal acclaim".
Norman Scott thực sự đã lên tiếng về đặc tính của chương trình về anh ấy và miêu tả cuộc sống của anh ấy. Anh ta nói với Tin tức Ailen rằng "Giấy phép nghệ thuật vẫn ổn nhưng đây không phải là câu chuyện của tôi. Và không có gì buồn cười về việc ai đó cố giết bạn... Tôi được miêu tả là người nghèo khổ, băm vằm, một người đồng tính nhỏ  ... Tôi cũng đi qua như một kẻ yếu đuối và tôi chưa bao giờ là một kẻ yếu đuối."

### Giải thưởng và sự bổ nhiệm
| Năm      | Giải thưởng                             | Thể loại                                                                    | Đề cử                  | Kết quả   |
| -------- | --------------------------------------- | --------------------------------------------------------------------------- | ---------------------- | --------- |
| Năm 2019 | Giải Quả cầu vàng lần thứ 76            | Best Miniseries or Television Film                                          | A Very English Scandal | Đề cử     |
| Năm 2019 | Giải Quả cầu vàng lần thứ 76            | Best Actor – Miniseries or Television Film                                  | Hugh Grant             | Đề cử     |
| Năm 2019 | Giải Quả cầu vàng lần thứ 76            | Best Supporting Actor – Series, Miniseries or Television Film               | Ben Whishaw            | Đoạt giải |
| Năm 2019 | 9th Critics' Choice Television Awards   | Best Movie/Miniseries                                                       | A Very English Scandal | Đề cử     |
| Năm 2019 | 9th Critics' Choice Television Awards   | Best Actor in a Movie/Miniseries                                            | Hugh Grant             | Đề cử     |
| Năm 2019 | 9th Critics' Choice Television Awards   | Best Supporting Actor in a Movie/Miniseries                                 | Ben Whishaw            | Đoạt giải |
| Năm 2019 | 25th Screen Actors Guild Awards         | Outstanding Performance by a Male Actor in a Miniseries or Television Movie | Hugh Grant             | Đề cử     |
| Năm 2019 | 23rd Satellite Awards                   | Best Miniseries or Television Film                                          | A Very English Scandal | Đề cử     |
| Năm 2019 | 23rd Satellite Awards                   | Best Actor – Miniseries or Television Film                                  | Hugh Grant             | Đề cử     |
| Năm 2019 | 23rd Satellite Awards                   | Best Supporting Actor – Series, Miniseries or Television Film               | Ben Whishaw            | Đề cử     |
| Năm 2019 | British Academy Television Awards       | Best Actor in a Leading Role                                                | Hugh Grant             | Đề cử     |
| Năm 2019 | British Academy Television Awards       | Best Actor in a Supporting Role                                             | Ben Whishaw            | Đoạt giải |
| Năm 2019 | British Academy Television Awards       | Best Actress in a Supporting Role                                           | Monica Dolan           | Đề cử     |
| Năm 2019 | British Academy Television Awards       | Best Mini-series                                                            | A Very English Scandal | Đề cử     |
| Năm 2019 | British Academy Television Craft Awards | Costume Design                                                              | Suzanne Cave           | Đoạt giải |
| Năm 2019 | British Academy Television Craft Awards | Director: Fiction                                                           | Stephen Frears         | Đoạt giải |
| Năm 2019 | British Academy Television Craft Awards | Editing: Fiction                                                            | Pia Di Ciaula          | Đoạt giải |
| Năm 2019 | British Academy Television Craft Awards | Makeup & Hair Design                                                        | Daniel Phillips        | Đề cử     |
| Năm 2019 | British Academy Television Craft Awards | Original Music                                                              | Murray Gold            | Đề cử     |
| Năm 2019 | British Academy Television Craft Awards | Production Design                                                           | Helen Scott            | Đề cử     |
| Năm 2019 | British Academy Television Craft Awards | Sound: Fiction                                                              | Sound Team             | Đề cử     |
| Năm 2019 | British Academy Television Craft Awards | Writer: Drama                                                               | Russell T. Davies      | Đề cử     |